# マチェーヒン事件
マチェーヒン事件（マチェーヒンじけん）とは、ソビエト連邦によるスパイ事件。ノーボスチ通信社東京支局特派員のアレクサンドル・E・マチェーヒンが在日アメリカ軍の下士官を買収して軍事機密情報を入手しようとしていた諜報事件である。

## 概要
表面上はジャーナリストではあるものの実際はソ連情報機関員とみられるアレクサンドル・マチェーヒンは、1975年（昭和50年）5月、航空母艦ミッドウェイ乗組員の一等兵曹に言葉巧みに接近した。一等兵曹とは家族ぐるみの交際に発展したことで、彼をエージェントとして獲得する工作には拍車がかかった。以降、東京都内の百貨店やレストラン、横浜市内のホテルなどで、十数回にわたる接触がなされた。一等兵曹の獲得に自信を強めたマチェーヒンは、ミッドウェイ級空母の艦載機の電子装置やレーダー装置などに関する機密文書や暗号表の入手を彼に求め、それに対して見返りの支払いにも用意があることを言い添えた。
警視庁公安部は、1976年（昭和51年）5月12日、アレクサンドル・マチェーヒンを逮捕し、14日には刑事特別法違反で再逮捕した。5月22日、マチェーヒンは、起訴猶予処分となり、翌23日、急遽ソビエト連邦に帰国した。